# August Wessing
 (avril 2023).
Si vous disposez d'ouvrages ou d'articles de référence ou si vous connaissez des sites web de qualité traitant du thème abordé ici, merci de compléter l'article en donnant les références utiles à sa vérifiabilité et en les liant à la section « Notes et références ».
August Wessing (né le 18 janvier 1880 à Gescher, mort le 4 mars 1945 à Dachau) est un prêtre allemand, résistant au nazisme.

## Biographie
August Wessing est le deuxième des sept enfants du fermier Johann Bernhard Wessing et de sa femme Maria Katharina Böing. Il est élève du Gymnasium de Coesfeld puis étudie la théologie catholique au séminaire de Münster (de). Il est ordonné prêtre le 25 mai 1907 dans la cathédrale Saint-Paul de Münster par l'évêque Hermann Jakob Dingelstad (de).
Il est d'abord chapelain de l'église Saint-Antoine de Recklinghausen, où, grâce aux connaissances de la langue polonaise qu'il avait acquises pendant ses études, il s'implique de manière intensive dans la pastorale de la Pologne et apprend également la langue tchèque afin d'aider le plus grand nombre possible de travailleurs étrangers immigrés et de leurs familles. Après un temps exceptionnellement long à ce poste, l'évêque Johannes Poggenburg (de) le nomme le 25 septembre 1924 premier chapelain de l'église Sainte-Félicité de Lüdinghausen (de). Le 9 mars 1932, Wessing est nommé curé de l'église Saint-Lambert d'Hoetmar (de) et en 1939, il est également nommé diacre du doyenné de Freckenhorst.
Alors que Wessing est considéré comme un homme apolitique depuis l'arrivée du nazisme au pouvoir, le Sondergericht du tribunal de grande instance d'Hamm (de) enquête à partir de 1937 après un sermon de Pâques. Bien que le chef du groupe local du NSDAP et le policier du village aient agi en tant que témoin à charge, les poursuites sont abandonnées. Après l'interdiction de l'enseignement religieux à l'école primaire de Hoetmar, contrairement aux dispositions du concordat du 20 juillet 1933, Wessing crée deux classes d'enseignement religieux organisées par la paroisse dans le bâtiment agricole du presbytère.
En 1941, il est convoqué pour un interrogatoire et averti à la Gestapo de Münster en raison d'un pèlerinage mariale. La même année, la Gestapo fait une perquisition près de Wessing parce qu'il avait distribué des copies des sermons critiques de son évêque Clemens August von Galen. L'engagement de Wessing envers les prisonniers de guerre et les travailleurs civils polonais et russes conduit à une autre plainte l'année suivante.
Après que Wessing ait chargé une religieuse de confectionner des vêtements pour une fille ukrainienne qui avait été enlevée dans son pays natal, il est arrêté par la Gestapo le 18 juillet 1942 pour avoir ouvertement favorisé l'ennemi et emprisonné à la prison de Münster. Bien que le conseil municipal de Hoetmar soit intervenu auprès de la Gestapo pour sa libération la veille, Wessing est déporté au camp de concentration de Dachau où il arrive le 2 octobre 1942. Le travail forcé l'affaiblit tellement au cours des mois suivants qu'il contracte le typhus fin février 1945 et meurt le 4 mars 1945. D'autres prêtres isolent le corps du prêtre pour qu'il soit incinéré séparément dans le crématorium du camp de concentration de Dachau et cachent les cendres jusqu'à la fin de la guerre. En mai 1945, un prêtre ramena les cendres de Wessing à Hoetmar, la paroisse Saint-Lambert fait ses adieux à son pasteur le 25 mai 1945 dans un requiem solennel. L'urne est encastrée dans la base de la grande croix du cimetière de Hoetmar.

## Commémoration
L'Église catholique cite August Wessing comme témoin de la foi dans le Martyrologe allemand du XXe siècle.
Une rue des communes de Gescher, Recklinghausen et Warendorf et une école primaire à Warendorf-Hoetmar portent le nom d'August Wessing. Son buste se trouve également sur le portail de la réconciliation conçu par Bert Gerresheim (de) en 1997 dans la basilique Sainte-Marie de Kevelaer (de), où l'artiste représente les personnes persécutées par le nazisme.